# Ерик Реймънд
Ерик Стивън Реймънд (на английски: Eric Steven Raymond) , наричан често ESR, е американски компютърен програмист, автор и защитник на отворения код.
Неговото име става известно в хакерската култура, когато през 1990 г. започва да поддържа Jargon File. След публикацията на книгата му „Катедралата и базарът“ („The Cathedral and the Bazaar“) през 1997, Реймънд става неофициален говорител на движението за отворен код. 

## Биография
Ерик Реймънд е роден на 4 декември 1957 г. в Бостън, Масачузетс, но живее във Венецуела, преди да се установи в Пенсилвания през 1971 г.  Често твърди, че детският паралич го мотивира да се занимава с компютри.  Обвързването му с хакерската култура започва през 1976, а през 80-те започва да работи върху проекти с отворен код. Първите му приноси са поддръжката на пощенския клиент fetchmail и gpsd. Допринася за разработката на Emacs, GNU ncurses и други. Реймънд разработва и CML2, система за конфигурация на изходен код, която първоначално е предназначена за Линукс ядрото, но бива отхвърлена от разработчиците му. 
Реймънд е автор на голямо количество документация, част от която е в Linux Documentation Project. Книгата му от 2003 „Изкуството на Unix програмирането“ (The Art of Unix Programming) разглежда историята и културата на Unix и съвременните инструменти за разработка и работа под Unix.
Освен интереси в сферата на компютрите, Реймънд е почитател на научната фантастика , активен либерал., притежател на черен пояс по Таекуондо , анархист  и привърженик на свободното притежаване на оръжие.  Реймънд е също така и активен блогър. 
През юни 2009 г. Реймънд участва в създаването  на уебсайта NedaNet, създаден в чест на Неда Солтан „за да поддържа демократичната революция в Иран“ чрез прокси сървъри, анонимизатори и други. Реймънд участва предимно като публично лице на уебсайта, заради което е получавал и смъртни заплахи.